# Дійчук Іван
Іван Дійчук (псевдо: «Карпатський»; нар. 1923, с. Татарів Яремчанської міськради, за ін. даними — с. Соколівка Косівський район, Івано-Франківська область — пом. 19 липня 1952, біля смт Кобилецька Поляна, Рахівський район, Закарпатська область) — український військовик, лицар Бронзового хреста бойової заслуги УПА.

## Життєпис
Член ОУН. Забраний до німецької армії, де закінчив школу молодших командирів. 
В УПА з 1944 року. Ройовий сотні ім. Богуна куреня «Гайдамаки» ТВ 21 «Гуцульщина» (1944—1946). 
У 1946 році комендант боївки СБ Косівського районного проводу ОУН, кущовий провідник ОУН у Яремчанському районі (1947—1948), організаційний референт та референт СБ (1948—1951), а відтак провідник Рахівського надрайонного проводу ОУН (1951-07.1952). 
Загинув у сутичці з опергрупою відділу 2-Н УМДБ Закарпатської обл. 

## Нагороди
Відзначений Бронзовим хрестом бойової заслуги (31.08.1947).